# Gomphostemma javanicum
Gomphostemma javanicum là một loài thực vật có hoa trong họ Hoa môi. Loài này được (Blume) Benth. mô tả khoa học đầu tiên năm 1835.